# Rura
Rura ist eine römisch-germanische Flussgöttin, die in den ersten Jahrhunderten unserer Zeitrechnung verehrt wurde.
Das einzige Zeugnis für ihre Verehrung ist ein Fund von 1963. Damals wurden bei Arbeiten in der Nähe von Roermond (Niederlande), wo die Rur in die Maas mündet, Teile eines Altars sowie Reste eines kleinen Gebäudes, die auf ein Heiligtum hinweisen könnten, ausgegraben. Das Altarfragment ist an der Oberseite mit einem Kissen und mit Obst (Äpfel und Birnen) geschmückt. An den Seiten sind Blumenranken angebracht. Die Inschrift an der Vorderseite lautet:
SEX[TVS] OPSILIVS GEMINVS RVRAE V[OTUM] S[OLVIT] L[IBENS] M[ERITO]
„Sextus Opsilius Geminus hat sein Gelübde an Rura gern und aus freiem Willen eingelöst.“
Es handelt sich also um eine Votivgabe.
Der Stein befindet sich im Stedelijk Museum Roermond.